# Canillas de Abajo
Canillas de Abajo is een gemeente in de Spaanse provincie Salamanca in de regio Castilië en León met een oppervlakte van 38,79 km². Canillas de Abajo telt 77 inwoners (1 januari 2016).

## Demografische ontwikkeling
Bron: INE, 1857-2011: volkstellingen
Opm.: In 1857 werden de gemeenten Navas de Quejigal en Quejigal aangehecht